# Karen Lehmann
Karen Marie Lehmann, född 12 oktober 1869 i Köpenhamn, död 17 september 1940 i Uppsala, var en dansk-svensk målare och tecknare. 
Hon var dotter till skådespelaren Johan Henrik Wiehe och Fanny Petersen och från 1896 gift med Johannes Edvard Lehmann. Efter en studieresa till Italien 1893 studerade hon under fem års tid vid Vilhelm Kleins Tegne- og Kunstindustriskolen for Kvinder i Köpenhamn där hon efter sina studier tjänstgjorde som teckningslärare. Hon var därefter anställd som målare vid Den kongelige Porcelainsfabrik något år innan hon flyttade till Lund. Separat ställde hon ut på Lunds universitets konstmuseum 1917 och 1927 och hon medverkade i ett flertal samlingsutställningar med olika konstföreningar. Hennes konst består av porträtt, stilleben och landskapsmålningar utförda i olja eller akvarell. Lehmann är representerad vid Lunds studentkårs konviktorium. 